# Pietro Tabarrani
Pietro Tabarrani (Lombrici, 3 maggio 1702 – Siena, 5 aprile 1780) è stato un medico e anatomista italiano.

## Biografia
Nato a Lombrici (frazione di Camaiore) nella Repubblica di Lucca il 3 maggio 1702. Studiò a Pisa, divenne medico del cardinale Salviati che accompagnò a Roma. Dedito agli studi in anatomia e patologia si trasferì a Bologna per proseguire i suoi studi, dove strinse amicizia con i medici Beccari e Galeazzi. Successivamente si trasferì a Padova, dove lavorò e strinse ottime relazioni con Giovanni Battista Morgagni. Nel 1753 venne pubblicata a Lucca la sua opera Osservazioni anatomiche. Nel 1759 ottenne la cattedra di anatomia all'Università di Siena.
Morì a Siena il 5 aprile 1780.